# Cromo hexavalente

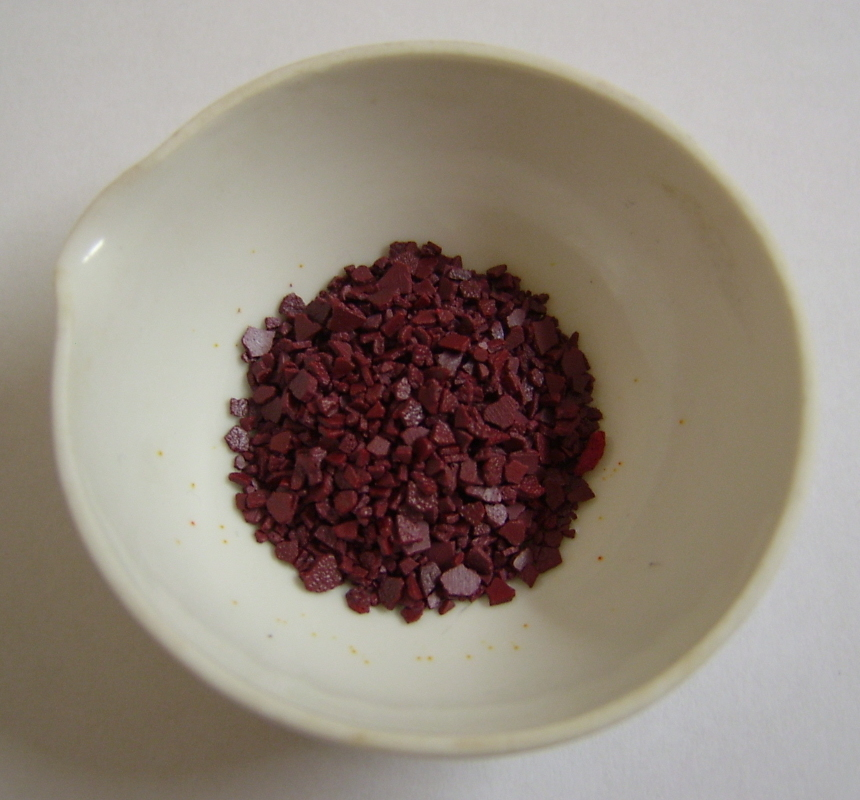
Um exemplo de composto de cromo (VI): trióxido de cromo

Compostos de cromo hexavalente (Cr(VI)) são aqueles que contêm o elemento cromo no estado de oxidação +6.
Cromatos, os quais são compostos de cromo (VI), são frequentemente usados como pigmentos para fotografia, pigmentos diversos, tintas, pirotecnia, plásticos e outros. Eles podem ser usados para a produção de aço inoxidável, corantes têxteis, preservação da madeira, curtimento de couro, e como anti-corrosivo e em revestimento de conversão Eles são usados como inibidores de corrosão, mas devido a seus altos níveis de toxicidade eles têm sido substituidos por alternativos.
Cromo hexavalente é reconhecido como um carcinogênico humano (isto é, cancerígeno), via inalação.  Trabalhadores em diferentes ocupações são expostos a cromo hexavalente. Exposições ocupacionais ocorrem principalmente em trabalhadores que:
- manuseiam pigmentos secos contendo cromo
- utilizam spray de tintas contendo pigmentos com cromato
- operam banhos de cromagem
- trabalham na usinagem de peças de metais cromados.